# Johann Friedrich Schleuen
Johann Friedrich Schleuen (* 29. März 1739 in Berlin; † 22. Februar 1784 ebenda) war ein deutscher Kupferstecher und Verleger.

## Biografie
Johann Friedrich Schleuen war der zweite Sohn des Kupferstechers Johann David Schleuen. Wie sein Vater und sein älterer Bruder Johann Georg arbeitete er als Kupferstecher in Berlin, betätigte sich aber auch als Zeichner, so z. B. mit einem Blatt „Die Königliche Bibliothek“ und wahrscheinlich auch bei weiteren Blättern der „Prospekte“, die aber nicht entsprechend gekennzeichnet sind.
Nach dem Tod des Vaters erfolgte 1773 eine Gesamtausgabe der „Prospekte“. Von Johann Friedrich Schleuen stammen auch Stiche nach Vorlagen von Rode, Dietrich, Eriksen, Esperlin, Graff, Heinsius, Strantz u. a.

## Familie
Er war verheiratet mit Sophie Juliane Dorothea Catter und hatte einen Sohn Johann Friedrich Wilhelm (* 6. September 1777), der ebenfalls Kupferstecher wurde, und eine Tochter (* 10. April 1780).